# Giacobbe alle prese con l'angelo

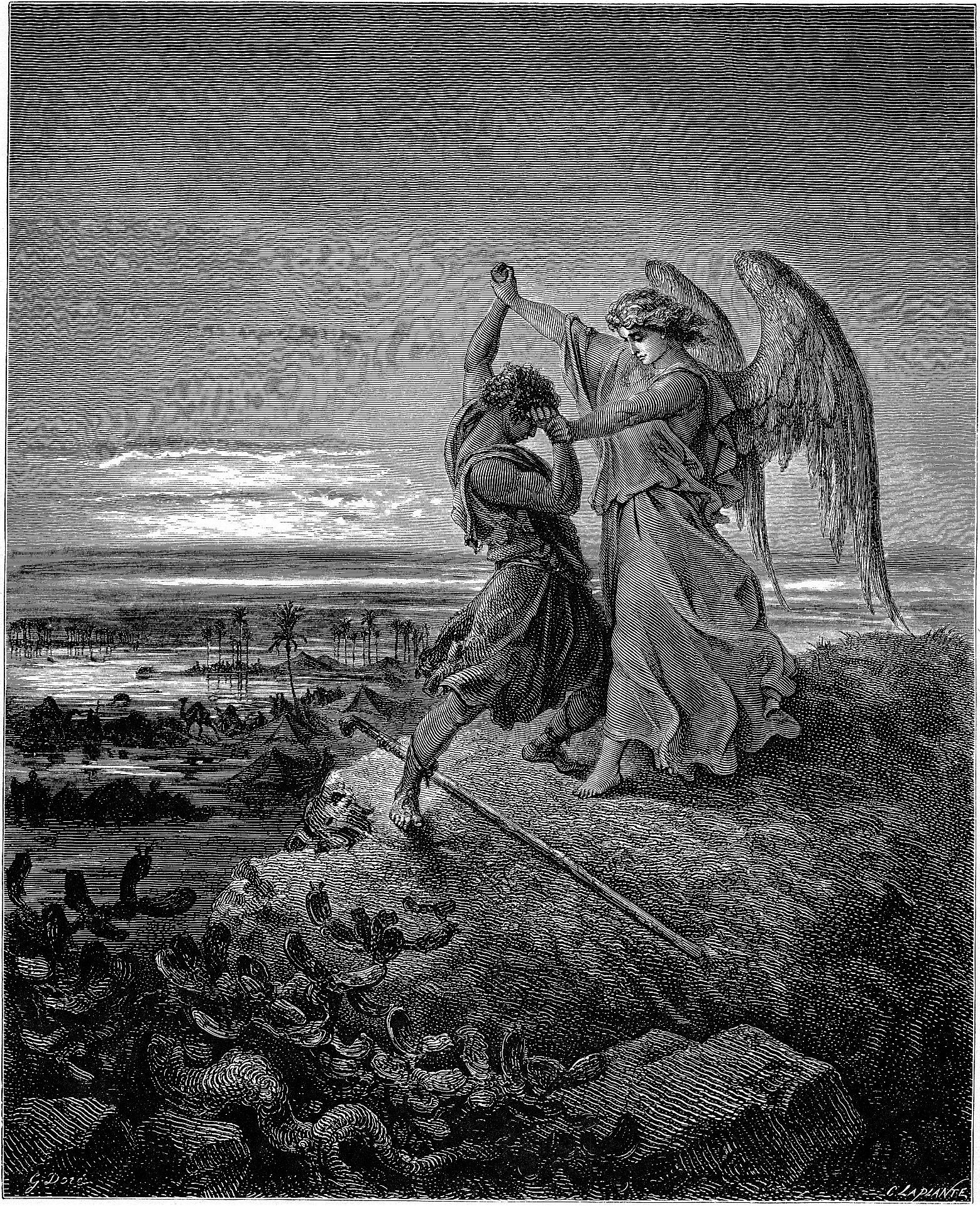
Giacobbe lotta con l'angelo (Gustave Doré).

Giacobbe alle prese con l’angelo è un episodio biblico descritto in Genesi 32:23-32 e in Osea 12:4-5, e ampiamente rappresentato nell’arte.
Secondo la narrazione biblica, l’angelo toccò la coscia di Giacobbe, che, incapace di sconfiggerlo, chiese la sua benedizione. Appreso il suo nome, l’angelo lo ribattezzò Israele, che significa “colui che lotta con Dio”. In onore di tale fatto, Giacobbe rinominò il luogo del combattimento come Penuel (in ebraico: פְּנוּאֵל, lett. “il Volto di Dio”).
Alla luce di Osea 12:4-5, i cattolici ritengono che la lotta abbia avuto luogo tra Giacobbe e un angelo.
Il testo biblico presenta diversi giochi di parole (Penuel, Israele) e lo stesso nome di Giacobbe (in ebraico: Yaʿaqob) la cui etimologia è identificata da Nahmanide con  "colui che cammina storto". Essa potrebbe anche riflettere il nome del fiume biblico Jabbok ( יַבֹּק). Il testo ebraico afferma che Giacobbe lotta con un "uomo" (אִישׁ, Septuaginta: ἄνθρωπος, Vulgata vir), ma in seguito questo "uomo" viene identificato da Giacobbe con Dio (Elohim). Osea 12:4 fa inoltre riferimento a un "angelo" (malak). Successivamente, il Targum di Onkelos chiosò "perché ho visto faccia a faccia l'Angelo del Signore", mentre il Targum di Palestina commentò al plurale: "perché ho visto faccia a faccia gli angeli del Signore".

## Interpretazioni
L'identità dell'avversario di lotta di Giacobbe è oggetto di dibattito. Esso è stato inteso come una figura onirica, una visione profetica, un angelo (come Michele e Samael), uno spirito protettivo del fiume, Gesù o Dio.

### Ebraismo
In Osea 12:4, l'avversario di Giacobbe è descritto come malakh, che significa "messaggero" ma tradotto come "angelo". L'età relativa del testo della Genesi e di Osea non è chiara, poiché entrambi fanno parte della Bibbia ebraica redatta nel periodo del Secondo Tempio, ed è stato suggerito che malakh potrebbe essere una modifica tardiva del testo, e come tale rappresentativa di una prima interpretazione ebraica dell'episodio.
Maimonide credeva che la lotta fosse "una visione profetica", mentre Rashi credeva che Giacobbe avesse lottato con l'angelo custode di Esaù (identificato con Samael), suo fratello gemello maggiore. Zvi Kolitz nel 1993 si riferiva a Giacobbe come “colui che lotta con Dio”.
A causa della ferita all'anca subita da Giacobbe mentre lottava, agli ebrei è vietato mangiare il tendine di carne attaccato all'orbita dell'anca (tendine sciatico), fatto descritto in Genesi 32:32.

### Cristianesimo
I protestanti enfatizzano il significato del soprannome Israele. Calvino credette che l’evento fosse solo una visione. Su questa linea si collocano anche i commenti di Joseph Barker (nel 1854) e di Peter Ludwig Berger nel 2014.
Secondo altri commentatori, l’espressione secondo la quale Giacobbe avrebbe visto Dio “faccia a faccia” dovrebbe comunque essere riferita all’angelo del Signore mediante il quale si rende visibile il Volto di Dio. Vedere l’angelo del Signore equivarrebbe a vedere il Volto di Dio.
Anche la vicinanza dei termini "uomo" e "Dio" nel testo in alcuni commentari cristiani è stata considerata suggestivamente una forma di una cristofania. J. Douglas MacMillan nel 1991 suggerì che l'angelo con cui Giacobbe lottò fosse un "aspetto antropomorfo precedente l’incarnazione di Cristo".

### Islam
Questo episodio non è menzionato nel Corano, ma è discusso nei commenti musulmani. I commentari si riferiscono a questo evento per interpretarne altri simili, come quello di Mosè che viene attaccato da un angelo (4:24-26), e per spiegare le usanze alimentari ebraiche. Come alcuni commentatori ebrei, quelli islamici descrissero l'evento come una punizione per Giacobbe, che aveva offerto ad Esaù l’equivalente di una decima, mancando di offrirla a Dio.

### Altre opinioni
In un'analisi del libro del filosofo marxista Ernst Bloch del 1968 Ateismo nel Cristianesimo, Roland Boer afferma che Bloch vede l’evento come rientrante nella categoria del "mito, o quanto meno della leggenda". Boer lo definisce un esempio di "un Dio sanguinario e vendicativo ... superato da esseri umani astuti desiderosi di evitare la sua furia".
L’episodio della lotta sulla riva di un ruscello è stato paragonato alle storie della mitologia greca del duello di Achille con il dio fluviale Scamandro e a quello di Menelao che lotta con il dio del mare Proteo. Si sostiene anche che l'episodio della lotta, insieme ad altre storie dell'Antico Testamento sui patriarchi ebrei, sia basato sulla mitologia egizia legata ad Akhenaton, dove Giacobbe è Osiride/mostro ed Esaù è Seth.
Rosemary Ellen Guiley fornisce questo riassunto:
(Rosemary Ellen Guiley)

## Iconografia

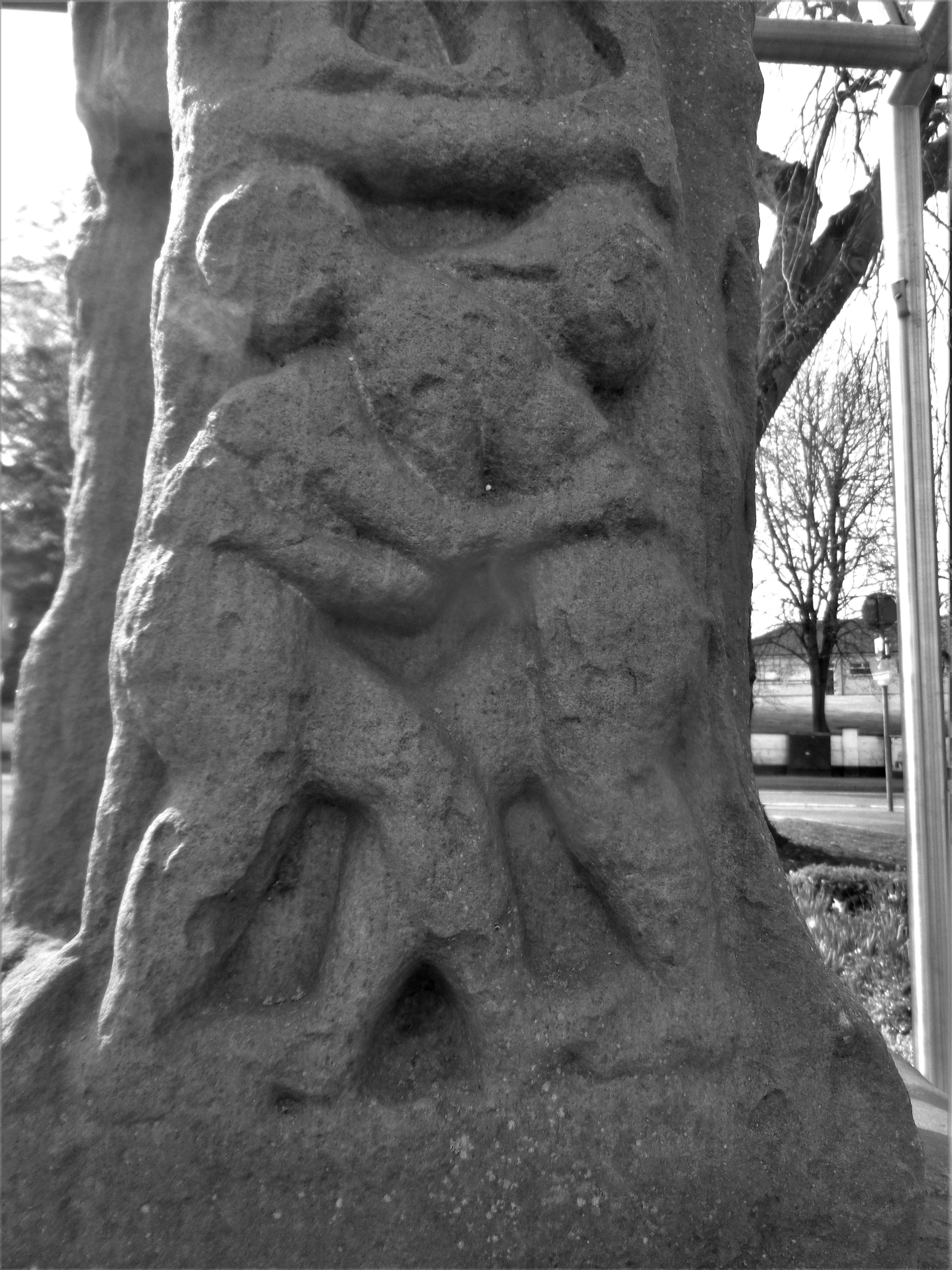
Raffigurazione su una croce alta a Kells, Irlanda (X secolo)
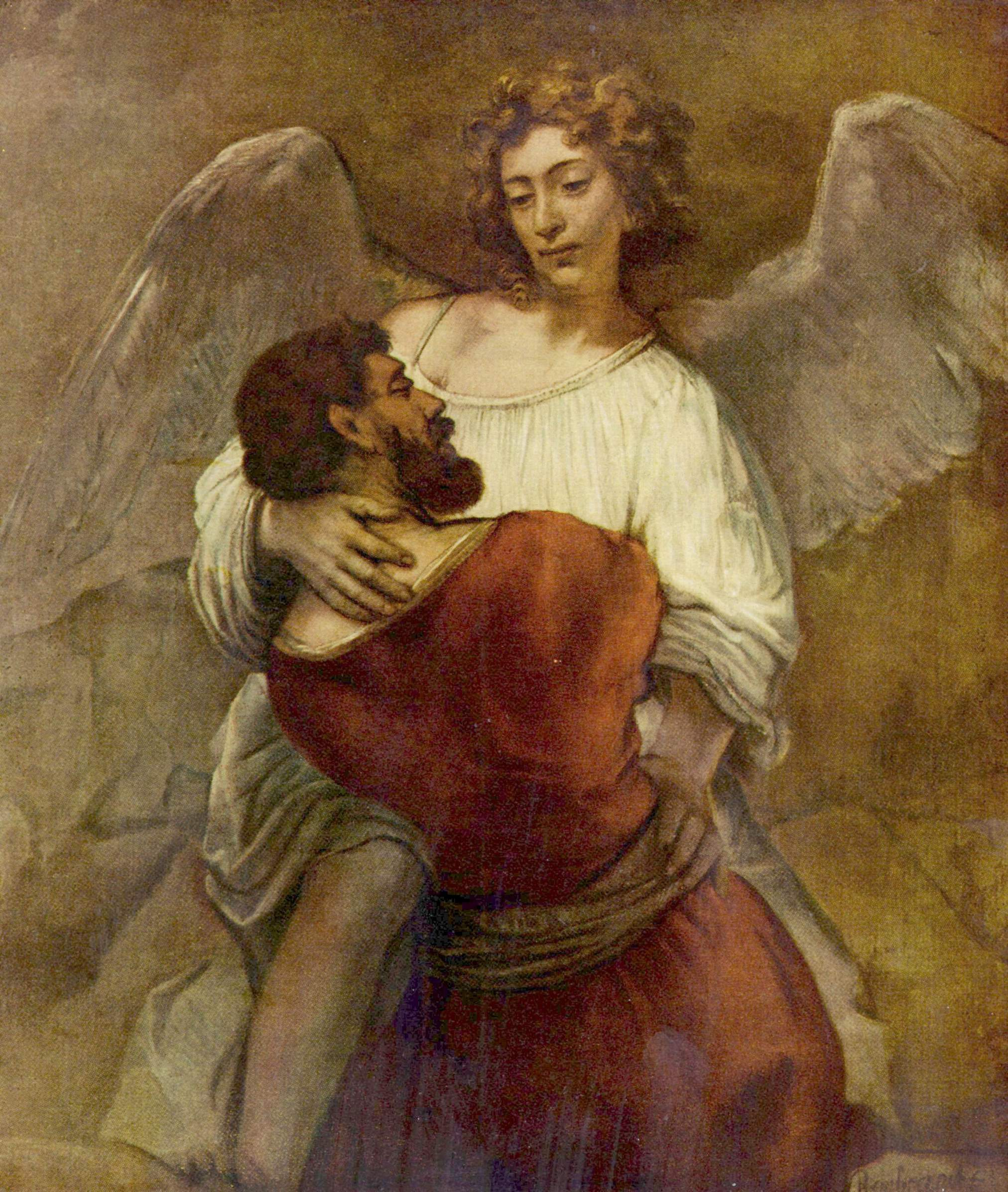
Rembrandt (1659)
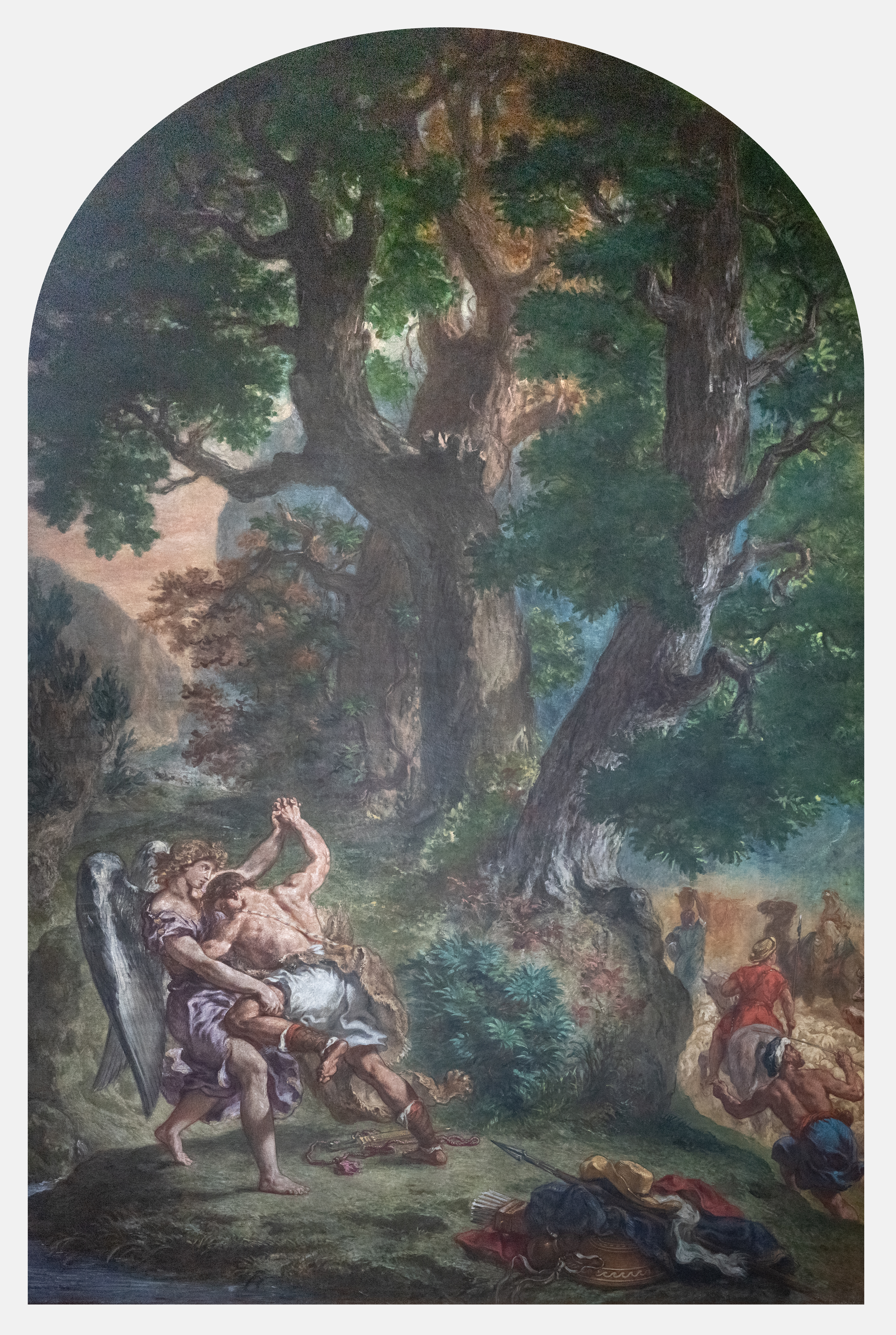
Eugène Delacroix (1861)
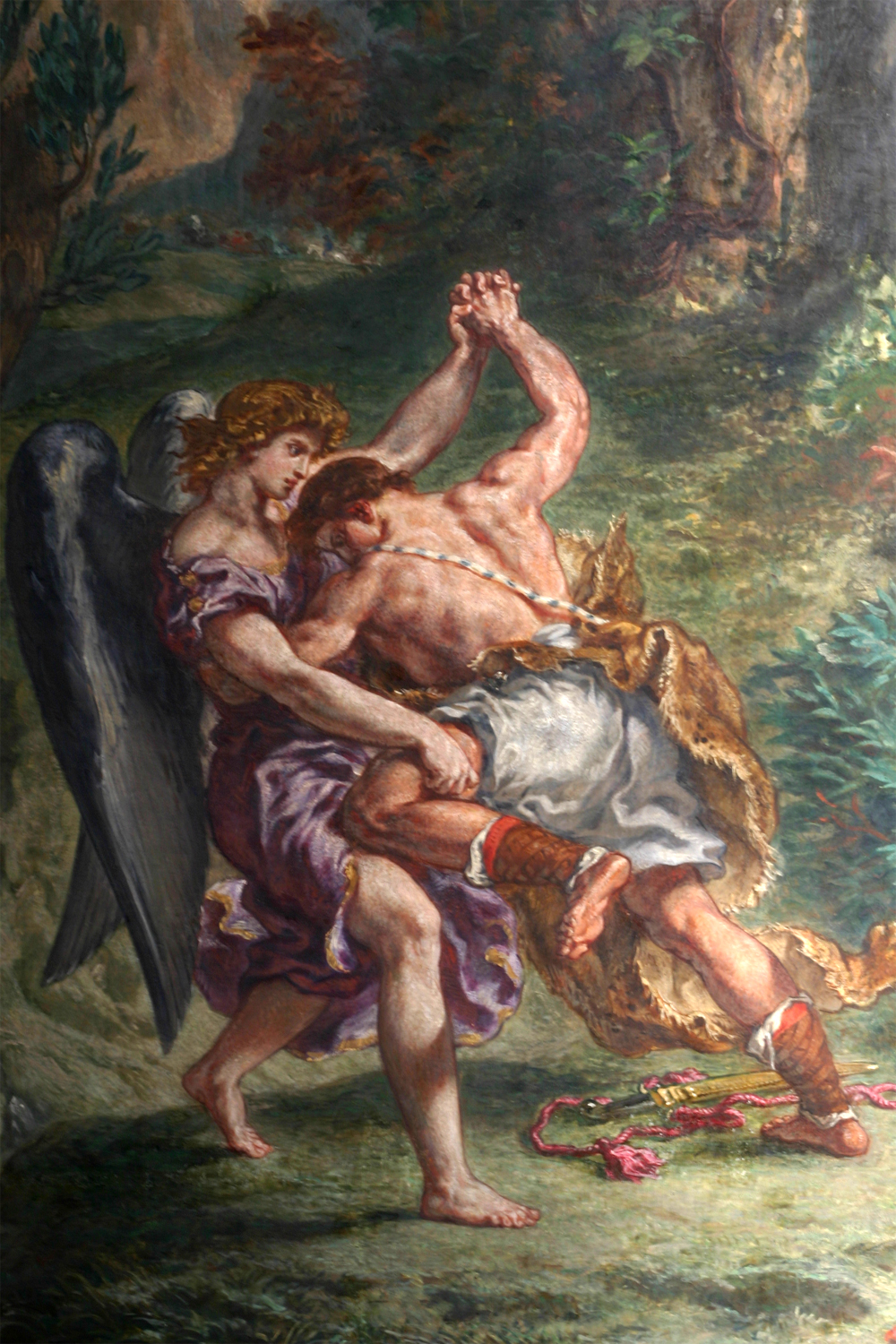
Eugène Delacroix (1861), (dettaglio)
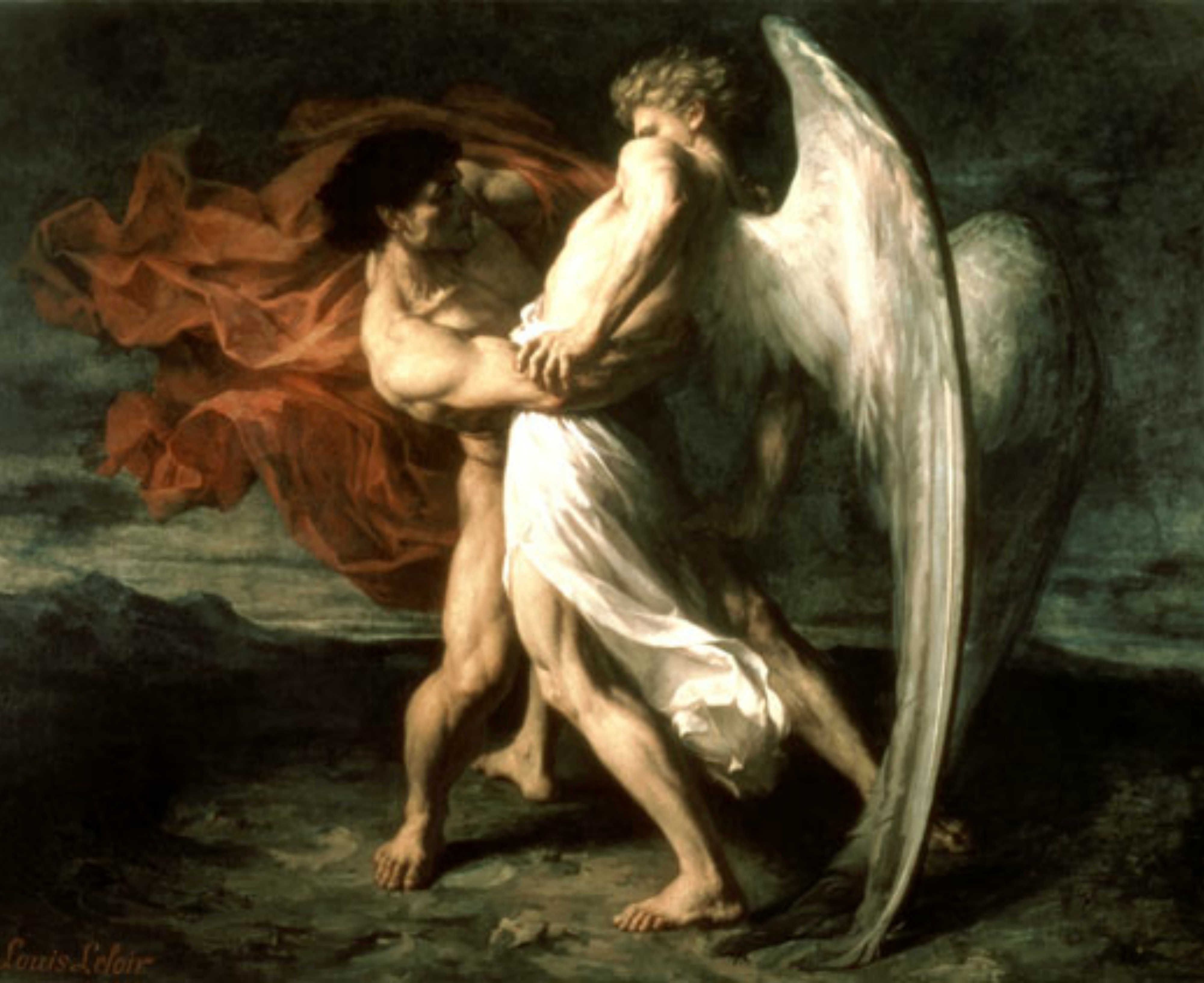
Alexandre-Louis Leloir (1865)
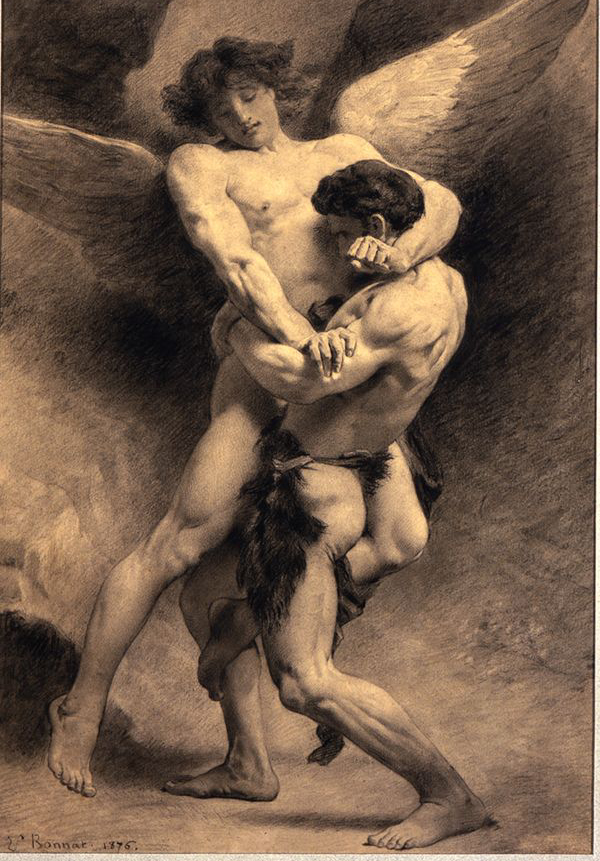
Léon Bonnat (1876)
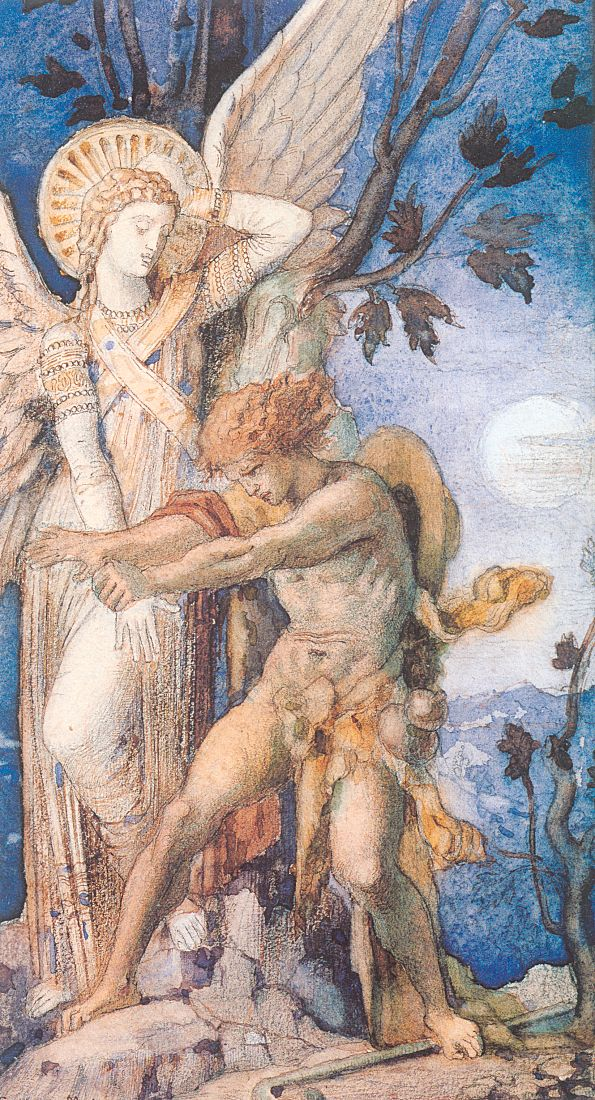
Gustave Moreau (1878)
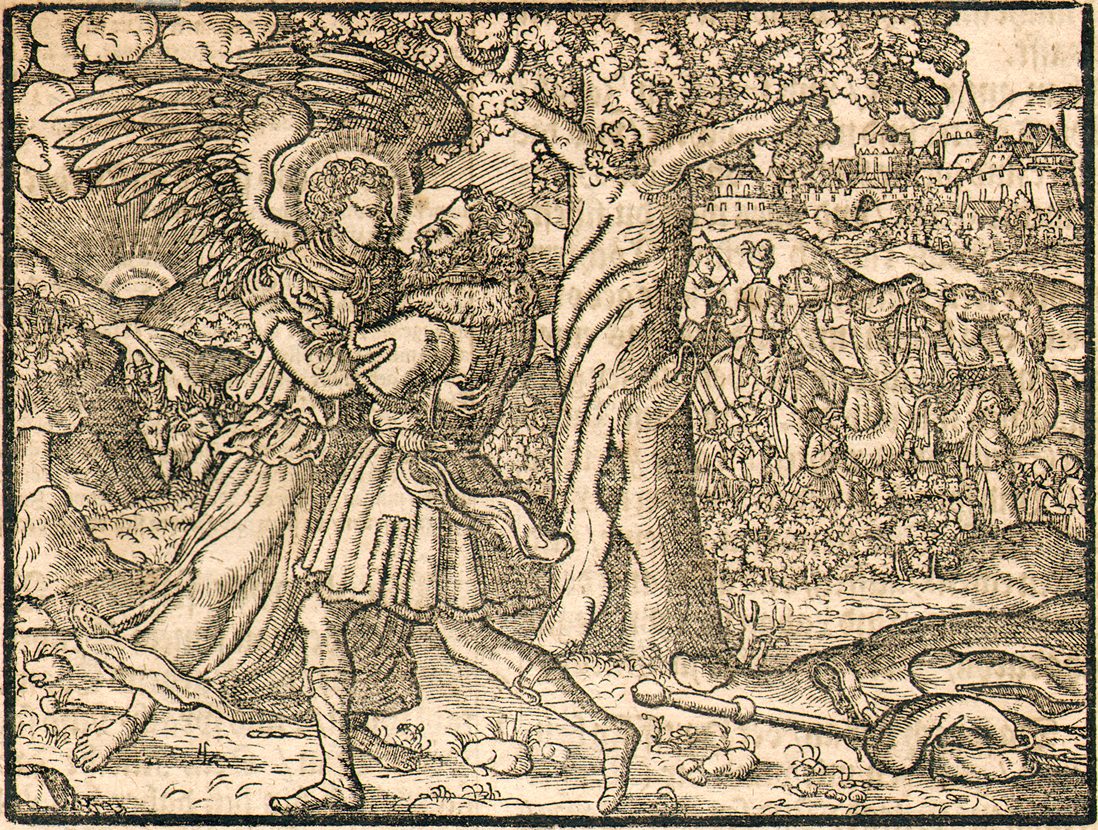
Giacobbe lotta con l’angelo, Bibbia di Gutenberg (1558)
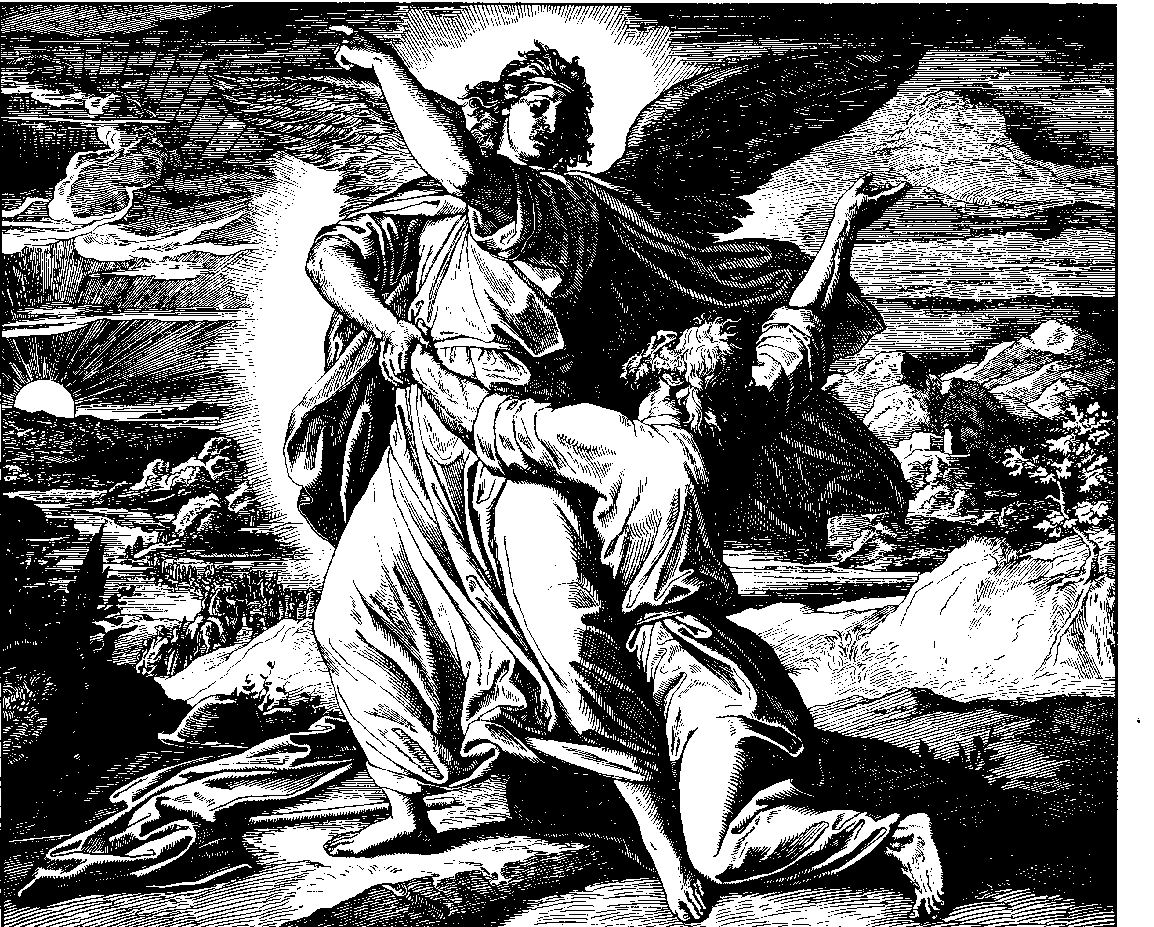
Giacobe combatte con Dio, incisione su legno del 1860 di Julius Schnorr von Carolsfeld
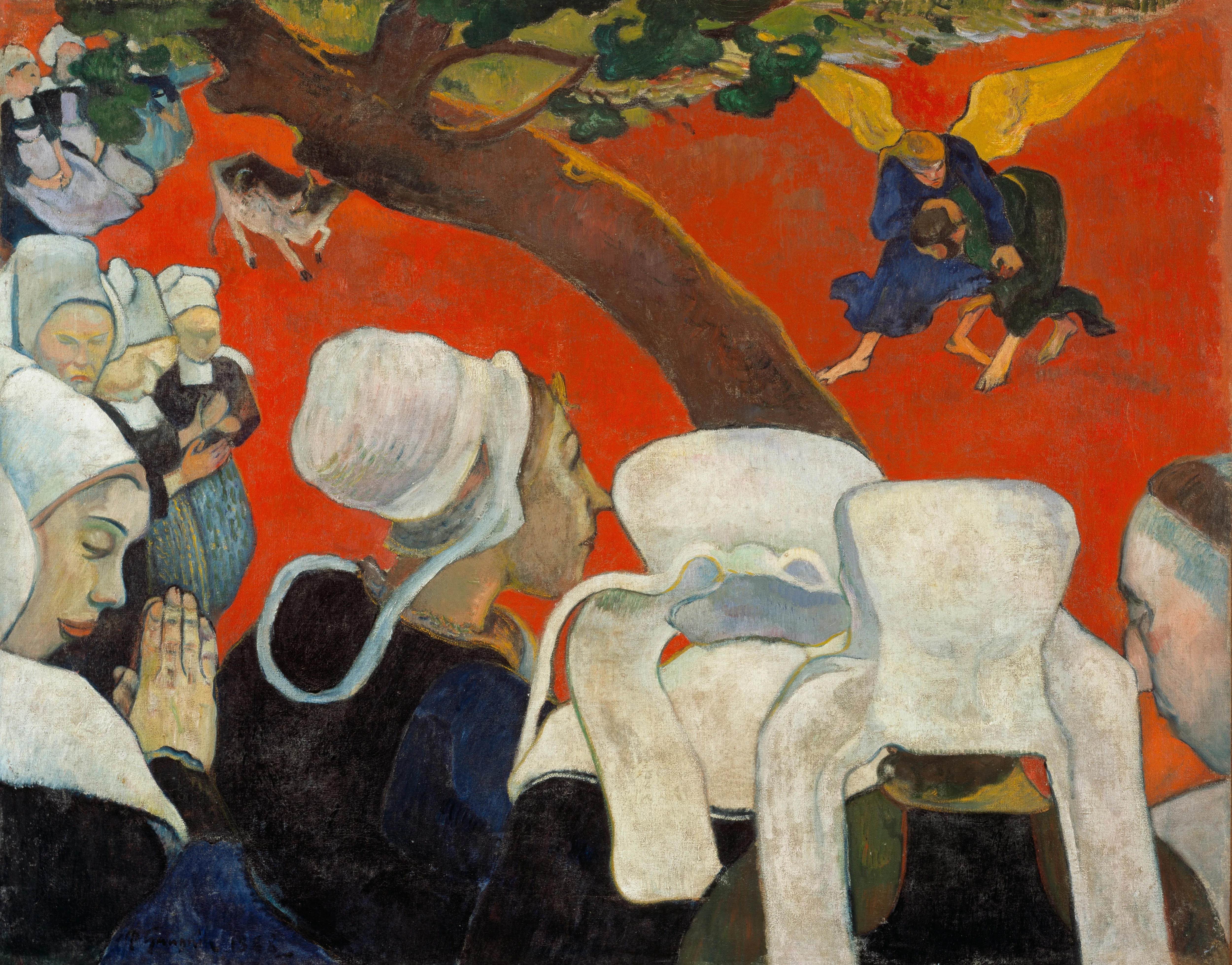
La visione dopo il sermone, di Paul Gauguin (1888)

## Letteratura e cinema
Il tema ricorre anche:
- all’inizio del romanzo Ho un castello nel cuore, di Dodie Smith;
- in The Stone Angel di Margaret Laurence;
- in Angels in America, commedia del 1990 di Tony Kushner;
- in On Beauty, romanzo del 2005 di Zadie Smith, che si riferisce in particolare al dipinto di Rembrandt;
- onnipresente in Lezioni di tango, film del 1997 diretto da Sally Potter, dove appare come metafora della danza e della vita;
- in La lutte avec l'ange, edito fra il 1939 e il 1949 da Claude Vigée (riedito da Éditions L'Harmattan nel 005);
- numero speciale di La Lutte avec l'ange, Temporel, nel febbraio 2006[30];
- ne I falsari di André Gide, al capitolo 13 della terza parte;
- in Le Livre des nuit (Gallimard, 1984), il primo romanzo della scrittrice francese Sylvie Germain;
- in La Lutte avec l'Ange di Jean-Paul Kauffmann, 2001, Éd. La Table Ronde.